# Goincourt
 Goincourt  es una comuna y población de Francia, en la región de Picardía, departamento de Oise, en el distrito de Beauvais y cantón de Beauvais-Sud-Ouest.
Está integrada en la Communauté d'agglomération du Beauvaisis.

## Demografía
| 428 | 413 | 412 | 397 | 545 | 505 | 541 | 559 | 585 | 609 | 486 | 536 | 618 | 603 | 614 | 590 | 620 | 583 | 537 | 476 | 519 | 535 | 486 | 499 | 573 | 689 | 680 | 861 | 1 073 | 1 253 | 1 186 | 1 279 | 1 207 | 1 258 |
| Para los censos de 1962 a 1999 la población legal corresponde a la población sin duplicidades (Fuente: INSEE [Consultar]) |     |     |     |     |     |     |     |     |     |     |     |     |     |     |     |     |     |     |     |     |     |     |     |     |     |     |     |       |       |       |       |       |       |

Forma parte de la aglomeración urbana de Beauvais.